# Melissa Peperkamp
Melissa Peperkamp (* 22. April 2004 in Utrecht) ist eine niederländische Snowboarderin. Sie startet in den Disziplinen Slopestyle und Big Air.

## Werdegang
Peperkamp startete im November 2017 in Landgraaf erstmals im Europacup und errang dort den vierten Platz im Slopestyle. In der Saison 2018/19 holte sie drei Siege im Europacup und wurde damit Dritte in der Slopestylewertung. Bei den Juniorenweltmeisterschaften 2019 im Kläppen belegte sie den achten Platz im Big Air und den siebten Rang im Slopestyle. In der folgenden Saison gab sie in Atlanta ihr Debüt im Snowboard-Weltcup, welches sie auf dem 21. Platz im Big Air beendete und gewann bei den Olympischen Jugend-Winterspielen 2020 in Lausanne die Bronzemedaille im Big Air sowie die Silbermedaille im Slopestyle. Im folgenden Jahr wurde sie bei den Weltmeisterschaften in Aspen Elfte im Big Air sowie Zehnte im Slopestyle und gewann mit zwei ersten Plätzen die Slopestyle/Big-Air-Wertung des Europacups. In der Saison 2021/22 kam sie mit vier Top-Zehn-Platzierungen auf den achten Platz im Park & Pipe-Weltcup und auf den fünften Rang im Slopestyle-Weltcup. Beim Saisonhöhepunkt, den Olympischen Winterspielen im Februar 2022 in Peking, belegte sie den 13. Platz im Slopestyle und den sechsten Rang im Big Air. Im folgenden Monat wurde sie bei den Juniorenweltmeisterschaften in Leysin Vierte im Slopestyle und holte im Big Air die Bronzemedaille.

## Teilnahmen an Weltmeisterschaften und Olympischen Winterspielen

### Olympische Winterspiele
- 2022 Peking: 6. Platz Big Air, 13. Platz Slopestyle

### Snowboard-Weltmeisterschaften
- 2021 Aspen: 10. Platz Slopestyle, 11. Platz Big Air
- 2023 Bakuriani: 10. Platz Slopestyle, 11. Platz Big Air

## Weltcup-Gesamtplatzierungen
| Saison  | Park & Pipe | Park & Pipe | Slopestyle | Slopestyle | Big Air | Big Air |
| Saison  | Punkte      | Platz       | Punkte     | Platz      | Punkte  | Platz   |
| ------- | ----------- | ----------- | ---------- | ---------- | ------- | ------- |
| 2019/20 | 690         | 41.         | 690        | 16.        | -       | -       |
| 2020/21 | 94          | 15.         | 81         | 9.         | 13      | 18.     |
| 2021/22 | 215         | 8.          | 195        | 5.         | 26      | 18.     |
| 2022/23 | 220         | 8.          | 129        | 6.         | 126     | 6.      |
| 2023/24 | 62          | 36.         | 62         | 11.        | -       | -       |
| 2024/25 | 179         | 19.         | 118        | 9.         | 93      | 14.     |